# 兆邦基地產
兆邦基地產控股有限公司，簡稱兆邦基地產控股和兆邦基地產（英語：Zhaobangji Properties Holdings Limited，港交所：1660），在1991年，由前主席蕭振強收購「善樂有限公司」（「善樂運輸有限公司」前身），業務在總部香港經營建築機械貿易、建築機械租賃和運輸服務。還經營內地房地產行業。其前身為「善樂國際控股有限公司」。
股份在2017年2月10日於港交所主板上市。招股定價為0.35至0.36港元，發行股份為3.6億股，集資額為8800萬港元，用作於購置機械，擴充租賃業務規模及能力等。
2018年2月24日，主席許楚家的私人企業Boardwin Resources Limited，以309,927,360港元或0.4843港元收購該股份。
2018年4月11日，所有前董事退任，除了許楚家外。
2018年6月8日，「善樂國際控股有限公司」更名為「兆邦基地產控股有限公司」。

## 連結
- szzhaobangji.com